# Галата (село)
Вижте пояснителната страница за други значения на Галата.
Галата е село в Северна България. То се намира в община Тетевен, област Ловеч, на 31 км северно от град Тетевен, 45 км посока запад от град Ловеч и на 111 км североизточно от София. Най-близкото населено място е село Български извор, на разстояние само 2 км от Галата в посока север.

## География
Село Галата е разположено на 450 метра надморска височина в Предбалкана. Селото има природни забележителности и се гордее с младото си население, будните и трудолюбиви хора. Единственият поминък в селото са животновъдството и земеделието. Животните в селото са поминък от древността – преобладават говеда и дребен добитък (овце и кози), за което релефът е благоприятен. Има около 50 крави и около 300 овце и кози. Селото има трайни насаждения (сливи, малини) и находище на черен мрамор. То дава работници на Тетевен, Троян, Ботевград, Етрополе, Ловеч.

## Население
Численост и дял на етническите групи според преброяването на населението през 2011 г.:
|                     | Численост | Дял (в %) |
| Общо                | 2596      | 100,00    |
| Българи             | 2442      | 94,06     |
| Турци               | 6         | 0,23      |
| Цигани              | 0         | 0,00      |
| Други               | 10        | 0,38      |
| Не се самоопределят | 60        | 2,31      |
| Неотговорили        | 78        | 3,00      |

## Религии
Населението се самоопределя като помаци, а преди това са били павликяни. Към януари 2007 населението на Галата наброява 3250 души. То е най-голямото село в община Тетевен.

## История
В османските регистри от 1642 г. до 1873 г. в с. Галата не са регистрирани немюсюлмани, с което информацията посочена в Дунавска заря за 1868 година, че в селото живеел ходжа, на който баща му се казвал Илия, видимо немюсюлманин, е измислена. 
Към 1893 година в селото са живели 438 помаци.
Има данни, че селото първоначално се е казвало Пещера, а името Галата е дошло от многото галета (биволи), които се гледали в селото. Те са засвидетелствани в галатските народни песни и от топоними Локвата, където се къпели.
Жителите на селото са преименувани в средата на 70-те години като част от Възродителния процес, при което много от тях са арестувани, а двама умират след освобождаването си в резултат на побоите и развита в ареста пневмония.

## Обществени институции
В селото има училище. Първият етаж на училището е построен през 1943 г. от тогавашния кмет на селото Али Ибов Муков, a през 1957 г. е надстроен и втория етаж, с което училището придобива сегашния си вид. В него се учат деца до 7-и клас, които наброяват 360 ученици.
Също така има и двуетажна детска градина и ясла за малките деца, които наброяват 100 и редовно посещават градината.
Към читалището на селото има инструментално-певческа група, която представя дълги години селото на републикански надсвирвания и надпявания, от където имат много отличени грамоти и медали.
В селото има и джамия от 1842 г. и в двора ѝ има новопостроен вакъфски дом за имама на селото.

## Говор
Галатският говор обхваща селата Галата, Градежница, Глогово, Бабинци, Български извор (старото му име е Турски извор) в Тетевенско, Добревци в община Ябланица, Румянцево (старо име Блъсничево), Торос в община Луковит и Кирчево (старото му име е Помашка Лешница) в община Угърчин. Жителите на тези села са известни като „ловешки помаци“, които преди това били павликяни. Особености на говора:
Полупрегласен ятов изговор – под ударение и пред твърда сричка А: масту, а пред мека сричка и без ударение гласна Е: беше.
Групи ръ, лъ във всички случаи: връй, длъбок.
Съгласната Х в началото на думата и в средисловие между гласни изпада: апвам. В краесловие И пред съгласна минава в Й: грай.
Полуредукция на широките гласни А, Е и пълна редукция на О в У: мене, селу.

## Носия
Женската носия се състои от шалвари, кенарени ризи, елеци и антерии, които са ръчно изработени и с гайтани. Сега само някои възрастни жени носят фереджета по време на погребения, които са с капаци отзад и на които има ориенталски орнаменти.

## Редовни събития
- 2 май – панаирът на селото.

## Личности
- Али Ибов Муков е последният кмет преди 9 септември 1944 г. Той е родом от съседното село на Галата, Български извор. В Галата построява първия етаж на днешното училище, като всичко се прави на доброволни трудови начала от местното население.
- Орлин Орлинов – бивш футболист на ЦСКА
- Марин Орлинов – футболист на ЦСКА

## Спорт
В селото е съществувал футболен отбор Олимпик (Галата) с президент Страхил Димчев. През сезона 1997/98 г. отборът играе във футболния елит на А група.
През 2013 г. е възобновен истинския отбор на Галата, който няма нищо общо с „Олимпик Тетевен“ . Отборът се казва „Пещера Галата“ и през сезон 2013 – 2014 играе в А ОФГ Ловеч. „Пещера Галата“ става шампион на А ОФГ Ловеч за сезон 2013 – 2014 г.